# Posun

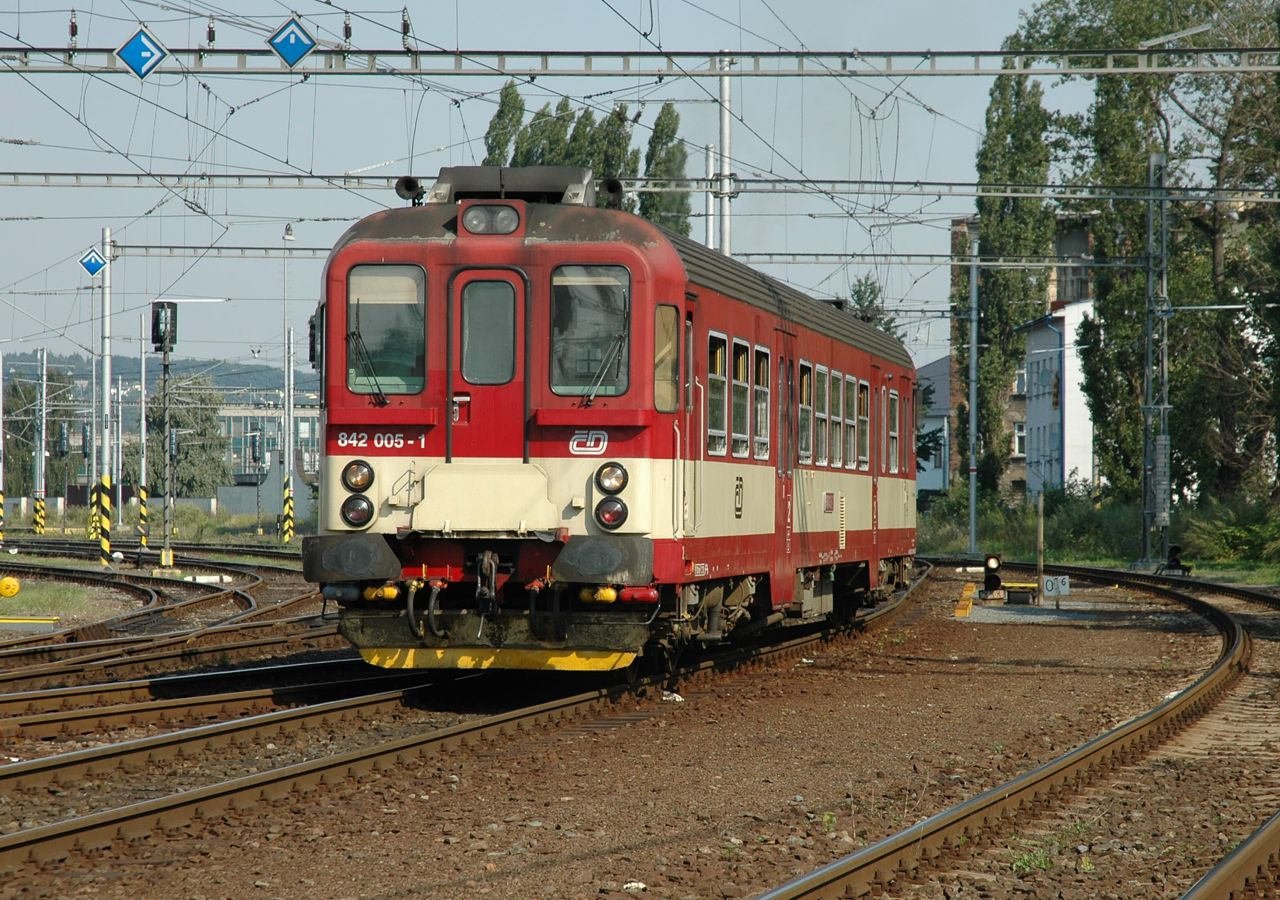
Motorový vůz posunuje ve stanici na návěst „Posun dovolen“ danou trpasličím světelným seřaďovacím návěstidlem

Posun je jeden z režimů jízdy železničních vozidel, kdy – na rozdíl od vlaku – není jízda řízena jízdním řádem, ale osobou způsobilou k řízení posunu (výpravčí, posunovač, strojvedoucí, vlakvedoucí atd.). Posunový díl obvykle neopustí obvod dopravny, ve které se posun provádí.
V českých dopravních předpisech je definován též posun mezi dopravnami (PMD), kdy posunový díl vjede na trať. Musí jej sjednat výpravčí sousedních dopraven, protože musí být zajištěna volnost trati podobně jako v případě jízdy vlaku.

## Rychlost posunu
Z technických a bezpečnostních důvodů jsou rychlosti při posunu omezeny.
- rychlost 40 km/h, jsou-li vozidla tažena, nebo jedná-li se o jízdu samostatného hnacího vozidla
- rychlost 30 km/h, jsou-li vozidla sunuta

Při najíždění na vozidla (např. za účelem svěšení) nesmí být překročena rychlost 5 km/h

## Řízení posunu
Pohyb posunového dílu je řízen:
- návěstmi hlavních návěstidel platných pro posun
- návěstmi seřaďovacích návěstidel
- návěstmi ručními speciálními (dávány červeným praporkem)
- rozhlasovým zařízením se zpětným dotazem
- radiovým zařízením (vysílačka)
- ústním pokynem.